# Bahnhof Bad Sobernheim
Der Bahnhof Bad Sobernheim ist ein Durchgangsbahnhof bei Streckenkilometer 38,44 der Nahetalbahn Bingen–Saarbrücken im Süden von Bad Sobernheim im Landkreis Bad Kreuznach in Rheinland-Pfalz.

## Geschichte
Der Bahnhof entstand im Zuge des Baus der Nahetalbahn, die von der Rhein-Nahe Eisenbahn-Gesellschaft geplant und errichtet wurde. Am 15. Dezember 1859 wurde das Teilstück von Bad Kreuznach über Sobernheim nach Oberstein eröffnet; die gesamte Strecke ging am 26. Mai 1860 in Betrieb. Das Empfangsgebäude wurde 1859 als Sandsteinquaderbau mit zweigeschossigem Hauptbau, niedrigeren Seitenanbauten und einem schiefergedeckten Walmdach errichtet. Im Erdgeschoss befanden sich Rundbogenfenster, im Obergeschoss Rechteckfenster. Ein Windfang führte zur Schalterhalle mit Fahrkarten- und Gepäckschalter sowie zu den Warteräumen. Westlich des Gebäudes wurde ein Güterschuppen mit Rampe errichtet.

## Infrastruktur
Das unter Denkmalschutz stehende Empfangsgebäude entstand in der Frühzeit der Nahetalbahn während der zweiten Hälfte des 19. Jahrhunderts. Es besteht aus einem als Sandsteinquaderbau ausgeführten zweigeschossigen Hauptgebäude von acht Achsen, flankiert von eingeschossigen Seitenflügeln zu drei Achsen. Die abschließenden Walmdächer sind schiefergedeckt.
Von 2006 bis 2007 wurde der Bahnhof umgebaut und verfügt nun über zwei 160 Meter lange Bahnsteige an drei Gleisen, Aufzüge sowie eine Unterführung. Das Bahnhofsumfeld sollte noch umgestaltet werden. Im Jahr 2012 wurde mit dem Ausbau des Park-and-ride-Platzes begonnen. Der am Nahe-Radweg liegende Bahnhof verfügt ebenfalls über einen Bike-and-ride-Platz. 2021 wurde das Bahnhofsgebäude modernisiert.

## Verkehr

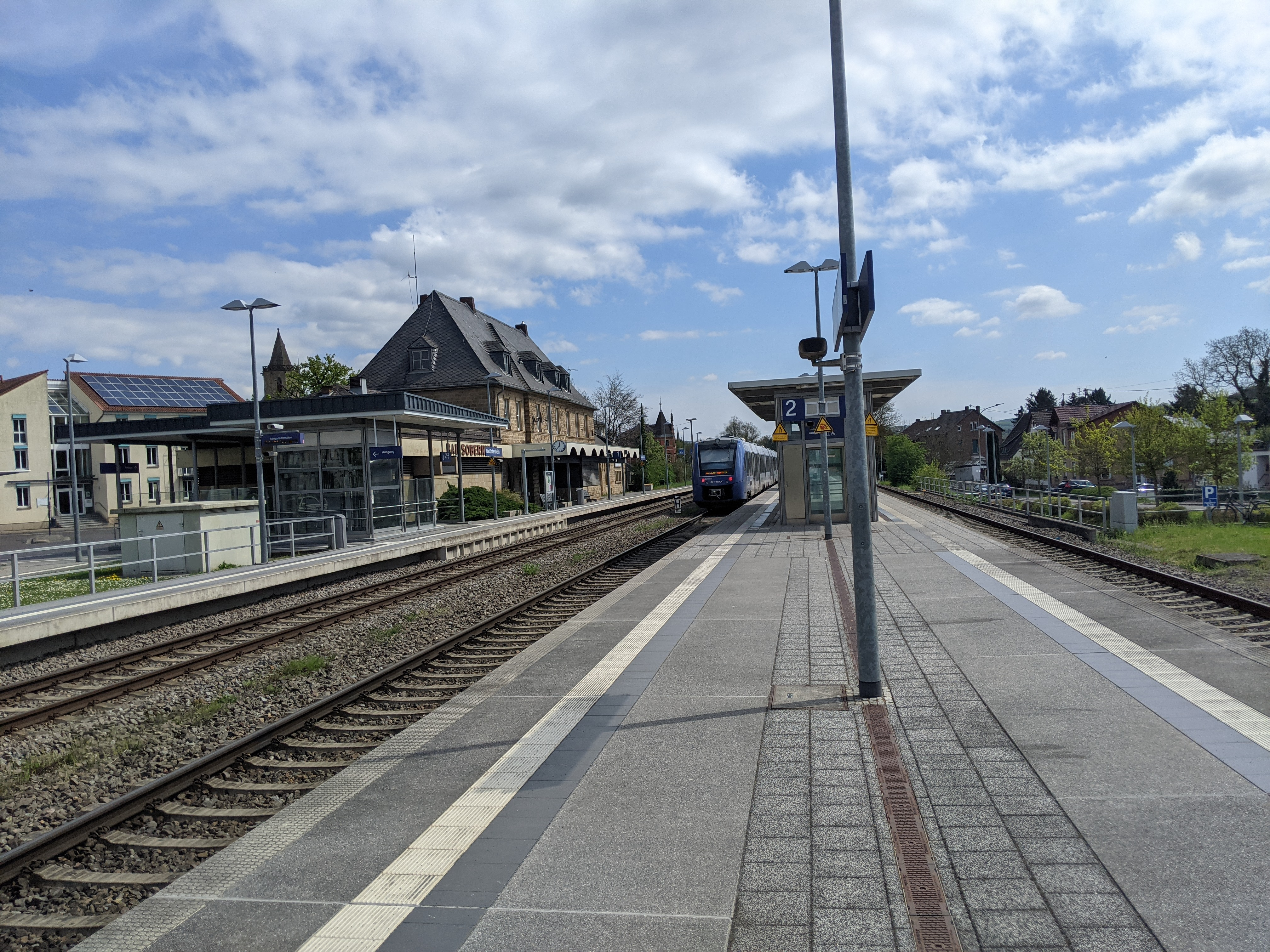
Bahnsteige und Gleise

Der Bahnhof wird stündlich vom Nahe-Express (Saarbrücken–Mainz–Frankfurt am Main) bedient. Ebenfalls im Stundentakt verkehren Regionalbahnen der Linie RB 33 von Mainz über Bad Kreuznach nach Idar-Oberstein. Alle zwei Stunden besteht mit dem Nahe-Express eine Direktverbindung von bzw. nach Frankfurt am Main und somit auch zum größten deutschen Verkehrsflughafen. Am Bahnhof besteht Anschluss zum Busverkehr des Rhein-Nahe-Nahverkehrsverbundes (RNN); im Nahverkehrsplan des Landkreises Bad Kreuznach ist ein Ausbau zu einem Systemknoten vorgesehen.